# Bledius spectabilis spectabilis
Bledius spectabilis spectabilis é uma subespécie de insetos coleópteros polífagos pertencente à família Staphylinidae.
A autoridade científica da subespécie é Kraatz, tendo sido descrita no ano de 1857.
Trata-se de uma subespécie presente no território português.